# Josef Carl Grund
Josef Carl Grund (* 18. Februar 1920 in Dürnberg, Erzgebirge; † 27. September 1999 in Nürnberg) war ein deutscher Schriftsteller, der vor allem im Bereich der Jugendliteratur bekannt wurde.

## Leben
Grund studierte Vor- und Frühgeschichte sowie alte Sprachen. Später arbeitete er als Lehrer und nahm an archäologischen Ausgrabungen teil.
Schließlich verlagerte er seinen beruflichen Schwerpunkt ganz auf die Schriftstellerei. 1951 wurde mit dem Wildwest-Roman Der rote Hai des Colorado: Colt-Joe sein erstes Buch veröffentlicht. In den fast 50 folgenden Jahren seiner schriftstellerischen Tätigkeit verfasste Grund über 100 Bücher, 32 Theaterstücke sowie Hör- und Fernsehspiele. Er schrieb Dramen, Romane, Reiseliteratur sowie Kinder- und Jugendbücher. Besondere Bekanntheit erreichte er durch seine sachlich fundierten historischen Jugendromane. Der Historiker Grund verknüpfte darin sein eigenes historisches Interesse und Wissen mit Inhalten, die ein v. a. jüngeres Publikum ansprechen (z. B. die Kindheit und Jugend im Römischen Reich, siehe etwa Geiseln für Cäsar). Grund besuchte zunächst die historischen Orte, in denen er seine Romane spielen lassen wollte.
Seine Werke wurden z. T. in 17 Sprachen übersetzt und mit verschiedenen Preisen ausgezeichnet. Zudem wurde er selbst zum korrespondierenden Mitglied der Deutschen Akademie für Kinder- und Jugendliteratur gewählt.

## Auszeichnungen (Auswahl)
- 1966 Auswahlliste „Buch des Monats“ der Junior Literature Guild, New York
- 1970 Friedrich-Bödecker-Preis
- 1974 Auswahlliste der Jubu-Crew Göttingen
- 1980 Goldenes Schneiderbuch
- 1982 Kinder- und Jugendbuchpreis der Stadt Wien
- 1982 Ehrenliste des Österreichischen Kinder- und Jugendbuchpreises
- 1982 Sudetendeutscher Kulturpreis für Literatur
- 2001 Benennung einer Straße in Nürnberg-Gostenhof in Josef-Carl-Grund-Straße[1]

## Werke (Auswahl)
- 1951 Der rote Hai des Colorado: Colt-Joe
- 1959 Fjodor
- 1961 Jenseits der Brücke
- 1964 Die Büffel-Ranch
- 1965 Flakhelfer Briel
- 1967 Hi, der Poltergeist
- 1968 Tschip, der Klabautermann
- 1971 Das Gespenst mit der roten Nase
- 1972 Pfifferlein und Pfiffikus – Die unerwarteten Taten eines sehr klugen Roboters
- 1979 Dackel mit Stammbaum und andere Viechereien
- 1980 Die Höhle über dem Fluß
- 1981 Das Dorf am See
- 1982 Die Stadt der Pferdegöttin
- 1983 Noah und die Arche des Herrn
- 1983 Feuer am Limes
- 1984 Geiseln für Cäsar
- 1985 Rette dich Pharao
- 1985 Herr Kules und die Schlange von Loch Ness
- 1985 Herr Kules und die Schatten der Kanäle
- 1987 Reiter aus der Sonne
- 1988 Der Ring des Pilatus
- 1989 Zwei Leben für Hannibal
- 1990 Das Licht von Damaskus
- 1990 Inspektor Naseweis
- 1991 Bis an das Ende der Erde
- 1992 Gib mir meine Legionen wieder
- 1993 Das Geheimnis der Pyramide
- 1995 Asche auf Pompeji
- 1997 Schlangen für Kleopatra